# European Geography Association
Die European Geography Association for students and young geographers (EGEA) ist eine Organisation, die zum Austausch von Wissen zwischen Geographie-Studenten und jungen Geographen dient. Sie wurde im Jahr 1987 gegründet und hat ihren Hauptsitz in Utrecht.

## Geschichte
EGEA wurde 1987 von Geographie-Studenten der Universitäten in Warschau, Utrecht und Barcelona gegründet. Ab 1988 war die EGEA bereits eine offiziell eingetragener Verein mit Sitz im niederländischen Utrecht. 1996 ging die erste Website von EGEA online und wurde zum zentralen Ort für den Austausch von Wissen zwischen Studenten aus ganz Europa. Seit 2009 ist die European Geography Association in Form einer Gesellschaft organisiert.

## Tätigkeiten
EGEA organisiert eine Vielzahl von Projekten, sowohl auf nationaler, als auch auf internationaler Ebene. Schwerpunkt dabei bilden Austausche zwischen den Ortsgruppen, mehrtägige wissenschaftliche Kongresse und Seminare sowie thematische Wochenenden.

## Organisation

### Entities
EGEA ist seit der Gründung durch drei Universitäten ständig angewachsen, sodass die Gesellschaft heute 82 lokale Ortsgruppen, sogenannte entities, in über 30 Ländern zählt. Entities sind anders als Fachschaften nicht universitär gebunden und handeln unabhängig von Universitäten und Studierendenvertretungen. Jedoch können entities mit Universitäten und Fachschaften zusammenarbeiten, z. B. für lokale Veranstaltungen. Entities wählen in der Regel zwei Kontaktpersonen (CPs), die als Bindeglied zwischen den Ortsgruppen und den Regionen sowie dem Vorstand für die Kommunikation zwischen den Abteilungen zuständig sind.

### Vorstand
Der Vorstand (Board of EGEA, abgekürzt BoE) besteht aus den offiziellen Positionen Präsident, Vizepräsident, Sekretär, Schatzmeister, PR advisor und Event advisor. Die Amtsperiode beträgt ein Jahr. Sie dauert von der Bestätigung der Positionen bei der Jahreshauptversammlung (GA) während des Jahreskongresses (AC) bis zur Ablösung auf der nächsten Jahreshauptversammlung. Die Wahl der offiziellen Positionen durch die entities erfolgt bereits einige Monate vor der Jahreshauptversammlung.

### Regionen
Diese sind bis zur Neustrukturierung im Jahr 2024 in vier interne geographische Regionen unterteilt worden. Die vier alten Regionen West, East, North & Baltic und EuroMeditteranean wurden zu den drei Regionen West, North & Baltic und East & Mediterranean  umstrukturiert. Jede dieser Region wählt eine regionale Kontaktperson (RCP), die die Mitglieder dieser Region vertritt. Diese werden von regionalen Assistenten (RA) unterstützt. RCP und RAs bilden gemeinsam ein Regional Team.

#### Osteuropa und Mittelmeer
| Entity          | Land                    |
| --------------- | ----------------------- |
| Banja Luka      | Bosnien und Herzegowina |
| Belgrad         | Serbien                 |
| Bratislava      | Slowakei                |
| Breslau         | Polen                   |
| Brünn           | Tschechien              |
| Budapest        | Ungarn                  |
| Bukarest        | Rumänien                |
| Charkiw         | Ukraine                 |
| Cherson         | Ukraine                 |
| Cluj-Napoca     | Rumänien                |
| Debrecen        | Ungarn                  |
| Iași            | Rumänien                |
| Izmir           | Türkei                  |
| Kiew            | Ukraine                 |
| Ljubljana       | Slowenien               |
| Luzk            | Ukraine                 |
| Lwiw            | Ukraine                 |
| Maribor         | Slowenien               |
| Novi Sad        | Serbien                 |
| Olmütz          | Tschechien              |
| Ostrava         | Tschechien              |
| Prag            | Tschechien              |
| Pristina        | Kosovo                  |
| Ternopil        | Ukraine                 |
| Timișoara       | Rumänien                |
| Ústí nad Labem* | Tschechien              |
| Zadar           | Kroatien                |
| Zagreb          | Kroatien                |

*Kandidiert für die Aufnahme in die EGEA
(Quelle:)

#### Nordeuropa und Baltikum
| Entity           | Land        |
| ---------------- | ----------- |
| Berlin           | Deutschland |
| Breslau          | Polen       |
| Danzig           | Polen       |
| Göttingen        | Deutschland |
| Greifswald       | Deutschland |
| Halle (Saale)    | Deutschland |
| Hamburg*         | Deutschland |
| Hannover         | Deutschland |
| Helsinki         | Finnland    |
| Ischewsk         | Russland    |
| Jena             | Deutschland |
| Joensuu          | Finnland    |
| Katowice         | Polen       |
| Kasan            | Russland    |
| Kiel             | Deutschland |
| Krakau           | Polen       |
| Moskau           | Russland    |
| Olsztyn          | Polen       |
| Osnabrück        | Deutschland |
| Oulu             | Finnland    |
| Tartu            | Estland     |
| Vilnius          | Litauen     |
| Sankt Petersburg | Russland    |
| Tartu            | Estland     |
| Torun            | Polen       |
| Trondheim        | Norwegen    |
| Turku            | Finnland    |
| Vilnius          | Litauen     |
| Warschau         | Polen       |

*Kandidiert für die Aufnahme in EGEA
(Quelle:)

#### Westeuropa
| Entity               | Land                   |
| -------------------- | ---------------------- |
| Augsburg             | Deutschland            |
| Bamberg              | Deutschland            |
| Bayreuth*            | Deutschland            |
| Bochum               | Deutschland            |
| Bonn                 | Deutschland            |
| Bordeaux             | Frankreich             |
| Brüssel              | Belgien                |
| Cork*                | Irland                 |
| Freiburg im Breisgau | Deutschland            |
| Gent                 | Belgien                |
| Göttingen            | Deutschland            |
| Graz                 | Österreich             |
| Gronningen           | Niederlande            |
| Guildford*           | Vereinigtes Königreich |
| Heidelberg           | Deutschland            |
| Innsbruck            | Österreich             |
| Leuven               | Belgien                |
| Lyon                 | Frankreich             |
| Madrid*              | Spanien                |
| Mailand*             | Italien                |
| Mainz                | Deutschland            |
| Marburg              | Deutschland            |
| Münster              | Deutschland            |
| Njimwegen            | Niederlande            |
| Utrecht              | Niederlande            |
| Valladolid           | Spanien                |
| Wien                 | Österreich             |
| Würzburg             | Deutschland            |
| Zürich               | Schweiz                |

*Kandidiert für die Aufnahme in die EGEA
(Quelle:)

### Kommissionen
Eine wichtige Rolle beim Betrieb der EGEA spielen Kommissionen, die für die wichtigsten Tätigkeiten der EGEA zuständig sind. Folgende Kommissionen existieren:
| Kommission                     | Hauptaufgaben |
| ------------------------------ | --- |
| Aktivitäten und Events         | - Organisation von Events - Sammeln von Daten und Anlage von Datenbanken                                                                                              |
| Kommunikation und Medien       | - Pflege der Präsenz von EGEA in sozialen Netzwerken - Erstellung einer Bildergalerie über EGEA - Produktion eines EGEA-Kalenders - Erstellung von Plakaten und Logos |
| EGEA grün                      | - Stärkung des ökologischen Bewusstseins innerhalb von EGEA - Erstellung des EGEA green book - Partnerschaften zum Thema Umwelt - Vermittlung ökologischer Denkweisen |
| Europäische Geografen          | - Verfassung des European Geographer, einer Zeitschrift zum Thema Geographie                                                                                          |
| Spenden und finanzielle Mittel | - Schaffung langfristiger Partnerschaften - Organisation von Spendenkampagnen                                                                                         |
| regionale Unterstützung        | - Zusammenarbeit mit regionalen Partnern - verschiedene Projekte innerhalb der EGEA                                                                                   |
| Wissenschaft                   | - Unterstützung und Organisation wissenschaftlicher Projekte - Organisation wissenschaftlicher Diskussionen - Schaffung wissenschaftlicher Partnerschaften            |
| Training                       | - Organisation verschiedener Trainings und Fortbildungen für Studenten                                                                                                |